# Слизнєво (Нижньогородська область)
Слизнєво (рос. Слизнево) — село в Арзамаському районі Нижньогородської області Російської Федерації.
Населення становить 481 особу. Входить до складу муніципального утворення Слизневська сільрада.

## Історія
Від 2009 року входить до складу муніципального утворення Слизневська сільрада.

## Населення
| 1999 | 2002 | 2010 |
| ---- | ---- | ---- |
| 565  | ↘529 | ↘481 |